# Pavetta corymbosa
Pavetta corymbosa là một loài thực vật có hoa trong họ Thiến thảo. Loài này được (DC.) F.N.Williams mô tả khoa học đầu tiên năm 1907.